# Gondufe
Gondufe es una freguesia portuguesa del concelho de Ponte de Lima, con 6,08 km² de superficie y 435 habitantes (2001). Su densidad de población es de 71,5 hab/km².

## Etimología
El origen del nombre procedería del latín (villa) Gondulfi, indicando la pertenencia a un possessor llamado Gondulfus, nombre de origen germánico.